# J/FPS-1

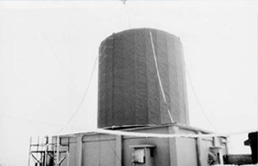
大滝根山に設置されたJ/FPS-1初号機

J/FPS-1は、航空自衛隊の警戒管制レーダー装置。レーダーサイト用の大型固定3次元レーダーであり、F-3Dとも称される。製造は三菱電機。
1972年より運用を開始し、1977年までに7ヶ所のレーダーサイトに導入された。ただし大規模な施設整備が必要となるなどの問題があり、以後の換装はJ/FPS-2に切り替えられたほか、性能の陳腐化と維持管理の問題から早期の退役が図られることになり、後継としてJ/FPS-3やJ/FPS-4が開発されて、前者は1992年、後者も1999年より運用を開始した。

## 来歴
昭和30年代中盤の日本のレーダーサイトでは、捜索レーダーと測高レーダーという2種類のレーダーの組み合わせで目標機の方位・距離・高度を測定していた。この方式では、まず捜索レーダーによって多数の目標の距離や方位を求めた後に、所定の特定目標の方位へ測高レーダーを指向させて、いわゆる首振りの走査によって高度を検出するという二本立ての構成となっていたため、高度を測定できる目標数に限度があった。
航空自衛隊では、第2次防衛力整備計画において自動警戒管制組織（BADGE）の導入を予定しており、これにあわせたレーダーの能力の増進が求められるようになった。すなわち、1台のレーダーで捜索レーダーと測高レーダーの機能を兼ね備えること、あわせて捜索機能および特に測高機能を向上することが喫緊の課題とされた。この情勢を受けて、1961年12月12日の空幕会議においてレーダー能力増進計画が昇任され、J/FPS-1開発の基本計画が承認された。
1962年、東芝、日本電気、三菱電機の3社に対して委託研究が発注され、各社においてそれぞれ異なる方式に基づいて研究が行われた。東芝は米EG社のDefocus方式、日本電気は米ヒューズ社のFRESCAN方式を参考にして開発を進めたのに対して、三菱電機は同社独自の位相差方式を用いて開発を進めた。昭和37年度末、航空幕僚監部と防衛庁内局、技術研究本部によって3社からの提案に対する評価が行われ、下記のような優位点が評価されて、三菱電機の案が採用されることとなった。
- 測高精度の高さ
- ファン・ビームを使うことによるデータ率の高さ
- アンテナを3枚使うことによる探知距離の余裕

## 設計
上記の経緯より、本機は位相差方式を用いて測高を行う3次元レーダーとして開発された。これは複数個の同一構造のアンテナを、上下に異なる間隔で一体に配置して、そのうちの1枚から送信して全部で受信を行うことで、受信の際の位相差の組み合わせから電波の仰角を算出するという原理であった。なお最大捜索距離は600 kmと推定されている。
提案時にはアンテナは3枚とされ、基本設計もその線で進められていたが、検討が進むにつれて、アンテナ機構精度の限界と位相裕度の制限から、アンテナを4枚に増加することが検討されるようになった。これは激論となり、装備審議会では解約すら検討される一幕もあったが、航空幕僚監部・防衛庁内局・技術研究本部が一体となって支持したことで辛うじて変更が認可された。これによって試作機はアンテナ4枚として製作されて良好な性能を発揮したが、後に工夫を重ねることでアンテナ3枚に復することができ、実用機はこの仕様で製作された。
また本機は、BADGEのセンサーとしてこれにレーダー情報を供給することが本務であったが、そのための情報処理に関しては国内に何らの実績がなく、BADGE等の資料も入手困難な状況であり、困難に直面した。最終的に3D-BADGE連接装置が製作されて、実用試験期間中に試作機とBADGEとの連接に成功したほか、後にはBADGEのRTS-IIレーダー追尾装置が本機の信号処理装置で置き換えられるに至った。
なお本機では円筒形のレドームが用いられていたが、下記のとおり試作機のレドームが台風によって倒壊したことを受けて、実用機では強度を増強している。この倒壊については綿密な調査が実施されて、結局、設計値ぎりぎりの風速を受けた結果であることが判明し、レドームを構成するパネルの座屈圧縮強度を強化することで、将来の台風に対しても十分な強度を得る設計法が確立された。

## 開発・運用史
試作機は1963年8月より制作が開始され、1965年11月に完成し、納入された。これは三菱電機北伊丹製作所内の仮設建屋に設置されて、1966年6月まで技術試験が行われた。世界に前例のない新方式であったこともあって試験方法も工夫され、まずは電波源を搭載したヘリコプターを受信状態で目視追尾し、光学的仰角と電波的仰角とを照合する段階から始められ、T-33AやC-46Dなどを目標機として延べ44フライトにのぼる実飛行試験を行うなど、会社における試験としては異例の規模となった。
その後、試作機は技術研究本部第1研究所飯岡支所構内に新設された3Dレーダ建屋に移設され、この際に住友電工が開発した円筒型レドームも架設された。同地では、更に1966年11月から1967年9月にわたって延べ70フライトの飛行を実施して、探知・追尾性能や耐クラッタ性能・ECCM性能などの検証が行われた。これらの技術試験の成功を受け、1968年1月から71年9月にかけて、装備機開発のための実用試験が行われた。この間、対クラッタ性能の改善の為の円偏波装置の追加やMTI装置の改善、対チャフ装置の試作とこれを用いたECCM性能の確認、BADGEシステムとの連接の為のBADGE連接装置の開発と連接試験などが行われた。
本機の実用試験の最終年度にあたる昭和46年度には、同じ飯岡支所において、日本電気が開発したM-3D（J/TPS-100）の実用試験が行われていたが、同機は本機の技術成果を流用して開発することになっていたこともあって、本機の試作機とその試験班もこれに協力した。本機およびM-3Dの全ての試験が終了した直後の1971年9月8日、早朝に襲った台風によってレドームが倒壊、アンテナも大破して、試作機はその運用を終了した。実用機の初号機は、1972年3月26日に大滝根山分屯基地（第27警戒群）に設置されて、8月15日より運用を開始した。
なお上記の通り、本機の開発過程で日本初のレーダー情報処理技術が確立されたが、特に一次・二次レーダー総合相関処理技術はほとんどそのままの形で航空交通管制の自動化に導入されるなど、多くの波及効果があった。
1962年から1971年までの開発経費として7億円がかかった。

### 運用基地
- 大滝根山分屯基地（第27警戒群）1972年から1995年運用、J/FPS-3に更新。
- 当別分屯基地（第45警戒群）1973年から1995年運用、J/FPS-3に更新。
- 輪島分屯基地（第23警戒群）1974年運用開始、 J/FPS-3に更新。
- 背振山分屯基地（第43警戒群）1975年運用開始、J/FPS-3に更新。
- 笠取山分屯基地（第1警戒群）J/FPS-3に更新。
- 高尾山分屯基地（第7警戒隊）- J/FPS-4に更新[6]
- 峯岡山分屯基地（第44警戒隊）- J/FPS-4に更新[6]